# Таштагольське міське поселення
Таштаго́льське міське поселення (рос. Таштагольское городское поселение) — сільське поселення у складі Таштагольського району Кемеровської області Росії.
Адміністративний центр та єдиний населений пункт — місто Таштагол.

## Населення
Населення — 23117 осіб (2019; 23134 в 2010, 23363 у 2002).